# Christa Mühl
Christa Mühl (* 11. Juni 1947 in Halle (Saale); † 14. Oktober 2019 in Berlin) war eine deutsche Regisseurin, Drehbuchautorin und Schriftstellerin.

## Leben
Mühl wuchs in Halle als Tochter eines Elektrikers auf, absolvierte eine Facharbeiterausbildung, wirkte an einem Arbeitertheater und nahm nach ihrem Abitur das Regiestudium an der Hochschule für Film und Fernsehen der DDR in Babelsberg auf.
Ab 1973 war sie als Regieassistentin im Bereich Dramatische Kunst des Fernsehens der DDR tätig. Unter anderem arbeitete sie hier mit Thomas Langhoff zusammen.
Von 1977 bis zur Wende war sie Regisseurin im Bereich Fernsehdramatik. Sie verfilmte Romanvorlagen von Bertolt Brecht, Anna Seghers und Theodor Fontane und setzte Kriminalspielfilme (u. a. für Polizeiruf 110) um. Daneben arbeitete Mühl auch als Mentorin in den Fachrichtungen Schauspiel und Regie an der Hochschule für Film und Fernsehen „Konrad Wolf“. 1988 erhielt sie den Kunstpreis der DDR.
Auch nach 1990 blieb sie ihrem Handwerk treu und inszenierte fürs Fernsehen u. a. mehr als 40 Folgen der Krankenhausserie Für alle Fälle Stefanie. Parallel dazu arbeitete sie als Drehbuchautorin. Seit 2004 beschäftigte sie sich ausgiebig mit der Telenovela. In einem regionalen Magazin nannte man Mühl die „Mutter der Telenovela“. Sie war im Team der erfolgreichen ARD-Serie Rote Rosen Regisseurin der ersten Stunde. 2015 gab sie mit  "Seniorenknast – Wir kommen" ihr Debüt als Krimi-Schriftstellerin.
Christa Mühl war mit dem Autor, Brecht-Forscher und Herausgeber Werner Hecht verheiratet. Ihre letzte Ruhestätte fand sie auf dem Friedhof der Dorotheenstädtischen und Friedrichswerderschen Gemeinden in Berlin-Mitte.

## Filmografie
- 1971: Die Kollwitz und ihre Kinder (Hochschulfilm)
- 1977: Tod und Auferstehung des Wilhelm Hausmann (TV, auch Buch)
- 1979: Die Rache des Kapitäns Mitchell nach der Erzählung Safety first von Bertolt Brecht (TV)
- 1980: Puppen für die Nacht (TV)
- 1982: Generalprobe (TV)
- 1983: Paulines zweites Leben (auch Buch)
- 1985: Franziska (TV)
- 1986: Weihnachtsgeschichten (TV)
- 1986: Das wirkliche Blau nach der gleichnamigen Erzählung von Anna Seghers (TV)
- 1987: Polizeiruf 110: Abschiedslied für Linda (TV)
- 1987: Hasenherz
- 1989: Der lange Weg zu Angerer (TV)
- 1992–1994: Marienhof (TV-Serie, auch Buch)
- 1995–1998: Stubbe – Von Fall zu Fall, Buch und Regie (TV-Serie, auch Buch)
- 1995–2001: Für alle Fälle Stefanie (TV-Serie, auch Buch)
- 1998: Das Traumschiff – Argentinien (TV, nur Buch)
- 1999: Das Traumschiff – Tahiti (TV, nur Buch)
- 2000: Lebenslügen (TV, nur Buch)
- 2001: Die Biester (TV-Serie)
- 2001–2003: Schlosshotel Orth (TV-Serie, auch Buch)
- 2004–2005: Bianca – Wege zum Glück (TV-Serie)
- 2005–2007: Wege zum Glück (TV-Serie)
- 2006–2010: Rote Rosen (TV-Serie)